# 4-вектор
В специалната теория на относителността, 4-вектор (също четири-вектор или квадривектор) е обект с четири съставящи, които се трансформират по определен начин под Лоренцова трансформация. Различава се от Еквлидовия вектор по това как се намира големината му. Трансформациите, които запазват тази големина са Лоренцовите трансформации, които включват пространствени ротации и тласъци (промяна с постоянната скорост в друга инерционна отправна система).
4-векторите описват, например, положение xμ в пространство на Минковски, 4-импулс на частица pμ, амплитудата на електромагнитен 4-потенциал Aμ (x) в точка x от пространство-времето и други.
Лоренцовата група може да бъде представена от 4×4 матрици Λ. Действието на Лоренцова трансформация върху общ контравариантен 4-вектор X, разглеждан като колонен вектор с Декартови координати по отношение на инерционна система, се извежда от
{\displaystyle X^{\prime }=\Lambda X,}
(умножение на матрици) където съставящите на прим обекта се отнасят за новата система. Свързани с примерите на контравариантни вектори по-горе, могат да се дадат съответните ковариантни вектори xμ, pμ и Aμ(x). Тези се трансформират според правилото
{\displaystyle X^{\prime }={(\Lambda ^{-1})}^{\mathrm {T} }X,}
където T обозначава транспонирана матрица. Това правило е различно от горното правило. То съответства на двойното представяне на стандартното представяне. Обаче, за Лоренцовата група двойното представяне е еквивалентно на първоначалното представяне. Следователно, обектите с ковариантни показатели също са 4-вектори.

## Обозначение
Обозначенията в тази статия са: малки букви в получер за триизмерни вектори, шапки за триизмерни единични вектори, главни букви в получер за четириизмерни вектори (с изключение на 4-градиент) и тензорна нотация.

## 4-векторна алгебра
4-вектор A е вектор с една времеподобна съставяща и три пространствоподобни съставящи и може да бъде записана с различни еквивалентни означения:
{\displaystyle {\begin{aligned}\mathbf {A} &=(A^{0},\,A^{1},\,A^{2},\,A^{3})\\&=A^{0}\mathbf {E} _{0}+A^{1}\mathbf {E} _{1}+A^{2}\mathbf {E} _{2}+A^{3}\mathbf {E} _{3}\\&=A^{0}\mathbf {E} _{0}+A^{i}\mathbf {E} _{i}\\&=A^{\alpha }\mathbf {E} _{\alpha }\\&=A^{\mu }\end{aligned}}}
където в последната форма съставящата за сила и базисният вектор са комбинирани в един елемент.
Горните показатели демонстрират контравариантните съставящи. Тук стандартната конвенция е, че латинските показатели приемат стойности за пространствени съставящи, така че i = 1, 2, 3, а гръцките показатели приемат стойности за пространствени и времеви съставящи, така че α = 0, 1, 2, 3. Разделянето между времева съставяща и пространствени съставящи е полезно, когато се определят свиванията на един 4-вектор с други тензорни величини.
В специалната относителност, пространствоподобният базис E1, E2, E3 и съставящите A1, A2, A3 са често декартови базиси и съставящи:
{\displaystyle {\begin{aligned}\mathbf {A} &=(A_{t},\,A_{x},\,A_{y},\,A_{z})\\&=A_{t}\mathbf {E} _{t}+A_{x}\mathbf {E} _{x}+A_{y}\mathbf {E} _{y}+A_{z}\mathbf {E} _{z}\\\end{aligned}}}
въпреки че каквито и да е други базиси и съставящи могат да бъдат използвани, като например сферични полярни координати
{\displaystyle {\begin{aligned}\mathbf {A} &=(A_{t},\,A_{r},\,A_{\theta },\,A_{\phi })\\&=A_{t}\mathbf {E} _{t}+A_{r}\mathbf {E} _{r}+A_{\theta }\mathbf {E} _{\theta }+A_{\phi }\mathbf {E} _{\phi }\\\end{aligned}}}
или цилиндрични полярни координати,
{\displaystyle {\begin{aligned}\mathbf {A} &=(A_{t},\,A_{r},\,A_{\theta },\,A_{z})\\&=A_{t}\mathbf {E} _{t}+A_{r}\mathbf {E} _{r}+A_{\theta }\mathbf {E} _{\theta }+A_{z}\mathbf {E} _{z}\\\end{aligned}}}
или всякакви други ортогонални или общи криволинейни координати. Трябва да се отбележи, че координатните надписи са винаги в индекс и никога не приемат числена стойност. Геометрично погледнато, 4-векторът може да бъде интерпретиран като лъч, но в пространство-времето, а не просто в пространството. В относителността, лъчите се чертаят като част от диаграма на Минковски (също наричана пространство-времева диаграма). В тази статия 4-векторите ще бъдат наричани просто вектори.
Също така, е обичайно основите да се представят чрез колонни вектори:
{\displaystyle \mathbf {E} _{0}={\begin{pmatrix}1\\0\\0\\0\end{pmatrix}}\,\quad \mathbf {E} _{1}={\begin{pmatrix}0\\1\\0\\0\end{pmatrix}}\,\quad \mathbf {E} _{2}={\begin{pmatrix}0\\0\\1\\0\end{pmatrix}}\,\quad \mathbf {E} _{3}={\begin{pmatrix}0\\0\\0\\1\end{pmatrix}}}
така че:
{\displaystyle \mathbf {A} ={\begin{pmatrix}A^{0}\\A^{1}\\A^{2}\\A^{3}\end{pmatrix}}}
Отношението между ковариантните и контравариантните координати е през метричен тензор (метрика) на Минковски, η, който повдига и сваля показателите както следва:
{\displaystyle A_{\mu }=\eta _{\mu \nu }A^{\nu }\,}
и в различни еквивалентни обозначения ковариантните съставящи са:
{\displaystyle {\begin{aligned}\mathbf {A} &=(A_{0},\,A_{1},\,A_{2},\,A_{3})\\&=A_{0}\mathbf {E} ^{0}+A_{1}\mathbf {E} ^{1}+A_{2}\mathbf {E} ^{2}+A_{3}\mathbf {E} ^{3}\\&=A_{0}\mathbf {E} ^{0}+A_{i}\mathbf {E} ^{i}\\&=A_{\alpha }\mathbf {E} ^{\alpha }\\\end{aligned}}}
където сваленият показател показва, че е ковариантен. Често метриката е диагонална, какъвто е случаят за ортогонални координати, но не и при общите криволинейни координати.
Основите могат да бъдат представени чрез векторите:
{\displaystyle \mathbf {E} ^{0}={\begin{pmatrix}1&0&0&0\end{pmatrix}}\,\quad \mathbf {E} ^{1}={\begin{pmatrix}0&1&0&0\end{pmatrix}}\,\quad \mathbf {E} ^{2}={\begin{pmatrix}0&0&1&0\end{pmatrix}}\,\quad \mathbf {E} ^{3}={\begin{pmatrix}0&0&0&1\end{pmatrix}}}
така че:
{\displaystyle \mathbf {A} ={\begin{pmatrix}A_{0}&A_{1}&A_{2}&A_{3}\end{pmatrix}}}
Мотивацията за горните конвенции е, че вътрешният продукт е скалар.

### Лоренцови трансформации
Имайки две инерционни или ротационни отправни системи, 4-вектор се определя като количество, което се трансформира според матрицата Λ:
{\displaystyle \mathbf {A} '={\boldsymbol {\Lambda }}\mathbf {A} }
В индекса, контравариантната и ковариантната съставящи се трансформират така:
{\displaystyle {A'}^{\mu }=\Lambda ^{\mu }{}_{\nu }A^{\nu }\,\quad {A'}_{\mu }=\Lambda _{\mu }{}^{\nu }A_{\nu }}
където матрицата Λ има съставящи Λμν в ред ν и колона ν.
Всички 4-вектори се трансформират по един и същ начин и това може да бъде обобщено за четириизмерни релативистични тензори.

### Свойства

#### Линейност
4-векторите имат същите линейни свойства като Евклидовите вектори в триизмерното пространство. Могат да бъдат добавяни по обичайния начин:
{\displaystyle \mathbf {A} +\mathbf {B} =(A^{0},A^{1},A^{2},A^{3})+(B^{0},B^{1},B^{2},B^{3})=(A^{0}+B^{0},A^{1}+B^{1},A^{2}+B^{2},A^{3}+B^{3})}
и по подобен начин скаларното умножение по скалар λ се определя така:
{\displaystyle \lambda \mathbf {A} =\lambda (A^{0},A^{1},A^{2},A^{3})=(\lambda A^{0},\lambda A^{1},\lambda A^{2},\lambda A^{3})}
Тогава изваждането се определя от:
{\displaystyle \mathbf {A} +(-1)\mathbf {B} =(A^{0},A^{1},A^{2},A^{3})+(-1)(B^{0},B^{1},B^{2},B^{3})=(A^{0}-B^{0},A^{1}-B^{1},A^{2}-B^{2},A^{3}-B^{3})}

#### Тензор на Минковски
Прилагайки тензора на Минковски ημν към два 4-вектора A и B, записвайки резултата под формата на скаларно произведение, се получава
{\displaystyle \mathbf {A} \cdot \mathbf {B} =A^{\mu }\eta _{\mu \nu }B^{\nu }}
Удобно е това определение да се пренапише в матрична форма:
{\displaystyle \mathbf {A\cdot B} ={\begin{pmatrix}A^{0}&A^{1}&A^{2}&A^{3}\end{pmatrix}}{\begin{pmatrix}\eta _{00}&\eta _{01}&\eta _{02}&\eta _{03}\\\eta _{10}&\eta _{11}&\eta _{12}&\eta _{13}\\\eta _{20}&\eta _{21}&\eta _{22}&\eta _{23}\\\eta _{30}&\eta _{31}&\eta _{32}&\eta _{33}\end{pmatrix}}{\begin{pmatrix}B^{0}\\B^{1}\\B^{2}\\B^{3}\end{pmatrix}}}
в който случай ημν е елемент от ред μ и колона ν на метриката на Минковски като квадратна матрица. Метриката на Минковски не е Евклидова метрика, защото е неопределена. Може да бъде използвано число от други изрази, защото метричният тензор може да повдига или сваля съставящите на A или B. За контра/ко-вариантни съставящи на A и ко/контра-вариантни съставящи на B, се получава:
{\displaystyle \mathbf {A} \cdot \mathbf {B} =A^{\mu }\eta _{\mu \nu }B^{\nu }=A_{\nu }B^{\nu }=A^{\mu }B_{\mu }}
така че в матрична форма:
{\displaystyle \mathbf {A\cdot B} ={\begin{pmatrix}A_{0}&A_{1}&A_{2}&A_{3}\end{pmatrix}}{\begin{pmatrix}B^{0}\\B^{1}\\B^{2}\\B^{3}\end{pmatrix}}={\begin{pmatrix}B_{0}&B_{1}&B_{2}&B_{3}\end{pmatrix}}{\begin{pmatrix}A^{0}\\A^{1}\\A^{2}\\A^{3}\end{pmatrix}}}
докато за A и B всяка в ковариантни съставящи:
{\displaystyle \mathbf {A} \cdot \mathbf {B} =A_{\mu }\eta ^{\mu \nu }B_{\nu }}
с подобен матричен израз като по-горе.
Прилагайки тензор на Минковски към 4-вектор A, се получава:
{\displaystyle \mathbf {A\cdot A} =A^{\mu }\eta _{\mu \nu }A^{\nu }}
което, в зависимост от случая, може да се счита за квадрата или за отрицателния квадрат на дължината на вектора.

## 4-векторна висша математика

### Производни и диференциали
В специалната относителност (но не и в общата относителност), производната на 4-вектор по отношение на скалар λ (инвариантен) е също 4-вектор. Също така, е полезно да се вземе диференциала на 4-вектора, dA и да се раздели на диференциала на скалара, dλ:
{\displaystyle {\underset {\text{differential}}{d\mathbf {A} }}={\underset {\text{derivative}}{\frac {d\mathbf {A} }{d\lambda }}}{\underset {\text{differential}}{d\lambda }}}
където контравариантните съставящи са:
{\displaystyle d\mathbf {A} =(dA^{0},dA^{1},dA^{2},dA^{3})}
докато ковариантните съставящи са:
{\displaystyle d\mathbf {A} =(dA_{0},dA_{1},dA_{2},dA_{3})}.

## Основни 4-вектори

### 4-положение
Точка в пространството на Минковски е положение във времето и пространството, наричана „събитие“ или понякога 4-положение, описвано в някои отправни системи като набор от 4 координати:
{\displaystyle \mathbf {R} =\left(ct,\mathbf {r} \right)}
където r е радиус-векторът в триизмерно пространство. Ако r е функция на времето t в същата система, т.е. r = r(t), то това съответства на поредица от събития, докато t се променя. Определението R0 = ct осигурява, че всички координати имат едни и същи единици (за разстояние). Тези координати са съставящите на 4-вектора за положение за събитието. 4-векторът за преместване се определя като права между две събития:
{\displaystyle \Delta \mathbf {R} =\left(c\Delta t,\Delta \mathbf {r} \right)}
За диференциалното 4-положение върху линия от света имаме:
{\displaystyle \|d\mathbf {R} \|^{2}=\mathbf {dR\cdot dR} =dR^{\mu }dR_{\mu }=c^{2}d\tau ^{2}=ds^{2}\,}
определяйки диференциалният линеен елемент ds и диференциалното увеличаване на собственото време dτ, но тази норма е също
{\displaystyle \|d\mathbf {R} \|^{2}=(cdt)^{2}-d\mathbf {r} \cdot d\mathbf {r} \,}
така че:
{\displaystyle (cd\tau )^{2}=(cdt)^{2}-d\mathbf {r} \cdot d\mathbf {r} \,.}
Когато се имат предвид физични феномени, диференциалните уравнения изникват естествено. Обаче, когато се взимат предвид пространството и производните на времето на функции, не е ясно за коя отправна система са взети въпросните производни. Обикновено производните на времето се взимат по отношение на собственото време {\displaystyle \tau }. Тъй като собственото време е инвариантно, това гарантира, че производната на собственото време за всеки 4-вектор също е 4-вектор. Тогава е важно да се намери връзка между тази производна на собственото време и друга времева производна (използвайки координатното време t на инерционна отправна система). Тази връзка се намира, като се вземе по-горния диференциален инвариантен пространство-времеви интервал и разделяйки го на (cdt)2, за да се получи:
{\displaystyle \left({\frac {cd\tau }{cdt}}\right)^{2}=1-\left({\frac {d\mathbf {r} }{cdt}}\cdot {\frac {d\mathbf {r} }{cdt}}\right)=1-{\frac {\mathbf {u} \cdot \mathbf {u} }{c^{2}}}={\frac {1}{\gamma (\mathbf {u} )^{2}}}\,}
където u = dr/dt е координатната 3-скорост на обект, измерван в същата система като координатите x, y, z и координатното време t и
{\displaystyle \gamma (\mathbf {u} )={\frac {1}{\sqrt {1-{\frac {\mathbf {u} \cdot \mathbf {u} }{c^{2}}}}}}}
е Лоренц-факторът. Това предоставя полезна връзка между диференциалите в координатно и собствено време:
{\displaystyle dt=\gamma (\mathbf {u} )d\tau \,.}
Тази връзка, също така, може да бъде намерена от трансформацията на времето в Лоренцовите трансформации.
Важните 4-вектори в теорията на относителността могат да бъдат определени чрез прилагането на диференциала {\displaystyle {\frac {d}{d\tau }}}.

### 4-градиент
Имайки предвид, че частните производни са линейни оператори, може да се сформира 4-градиент от частната производна на времето ∂/∂t и пространствения градиент ∇. Използвайки стандартната основа, контравариантните съставящи са:
{\displaystyle {\begin{aligned}{\boldsymbol {\partial }}&=\left({\frac {\partial }{\partial x_{0}}},\,-{\frac {\partial }{\partial x_{1}}},\,-{\frac {\partial }{\partial x_{2}}},\,-{\frac {\partial }{\partial x_{3}}}\right)\\&=(\partial ^{0},\,-\partial ^{1},\,-\partial ^{2},\,-\partial ^{3})\\&=\mathbf {E} _{0}\partial ^{0}-\mathbf {E} _{1}\partial ^{1}-\mathbf {E} _{2}\partial ^{2}-\mathbf {E} _{3}\partial ^{3}\\&=\mathbf {E} _{0}\partial ^{0}-\mathbf {E} _{i}\partial ^{i}\\&=\mathbf {E} _{\alpha }\partial ^{\alpha }\\&=\left({\frac {1}{c}}{\frac {\partial }{\partial t}},\,-\nabla \right)\\&=\left({\frac {\partial _{t}}{c}},-\nabla \right)\\&=\mathbf {E} _{0}{\frac {1}{c}}{\frac {\partial }{\partial t}}-\nabla \\\end{aligned}}}
Трябва да се отбележи, че основните вектори са сложени пред съставящите, за да се избегне объркване между това да се вземе производна от основния вектор или това просто да се означи частната производна като съставяща на 4-вектора. Ковариантните съставящи са:
{\displaystyle {\begin{aligned}{\boldsymbol {\partial }}&=\left({\frac {\partial }{\partial x^{0}}},\,{\frac {\partial }{\partial x^{1}}},\,{\frac {\partial }{\partial x^{2}}},\,{\frac {\partial }{\partial x^{3}}}\right)\\&=(\partial _{0},\,\partial _{1},\,\partial _{2},\,\partial _{3})\\&=\mathbf {E} ^{0}\partial _{0}+\mathbf {E} ^{1}\partial _{1}+\mathbf {E} ^{2}\partial _{2}+\mathbf {E} ^{3}\partial _{3}\\&=\mathbf {E} ^{0}\partial _{0}+\mathbf {E} ^{i}\partial _{i}\\&=\mathbf {E} ^{\alpha }\partial _{\alpha }\\&=\left({\frac {1}{c}}{\frac {\partial }{\partial t}},\,\nabla \right)\\&=\left({\frac {\partial _{t}}{c}},\nabla \right)\\&=\mathbf {E} ^{0}{\frac {1}{c}}{\frac {\partial }{\partial t}}+\nabla \\\end{aligned}}}
Тъй като това е оператор, той няма дължина, но изчислявайки вътрешното произведение на оператора дава друг оператор:
{\displaystyle \partial ^{\mu }\partial _{\mu }={\frac {1}{c^{2}}}{\frac {\partial ^{2}}{\partial t^{2}}}-\nabla ^{2}={\frac {{\partial _{t}}^{2}}{c^{2}}}-\nabla ^{2}}
наречен оператор на д'Аламбер.

## Кинематика

### 4-скорост
4-скоростта на частица се определя от:
{\displaystyle \mathbf {U} ={\frac {d\mathbf {X} }{d\tau }}={\frac {d\mathbf {X} }{dt}}{\frac {dt}{d\tau }}=\gamma (\mathbf {u} )\left(c,\mathbf {u} \right),}
В геометрично отношение, U е нормализиран вектор, допирателен на мировата линия на частица. Използвайки диференциала на 4-положението, големината на 4-скоростта може да се намери така:
{\displaystyle \|\mathbf {U} \|^{2}=U^{\mu }U_{\mu }={\frac {dX^{\mu }}{d\tau }}{\frac {dX_{\mu }}{d\tau }}={\frac {dX^{\mu }dX_{\mu }}{d\tau ^{2}}}=c^{2}\,}
или за по-кратко, големината на 4-скоростта за всеки обект е винаги константа:
{\displaystyle \|\mathbf {U} \|^{2}=c^{2}\,}
Нормата е също:
{\displaystyle \|\mathbf {U} \|^{2}={\gamma (\mathbf {u} )}^{2}\left(c^{2}-\mathbf {u} \cdot \mathbf {u} \right)\,}
така че:
{\displaystyle c^{2}={\gamma (\mathbf {u} )}^{2}\left(c^{2}-\mathbf {u} \cdot \mathbf {u} \right)\,}.

### 4-ускорение
4-ускорението се дава от:
{\displaystyle \mathbf {A} ={\frac {d\mathbf {U} }{d\tau }}=\gamma (\mathbf {u} )\left({\frac {d{\gamma }(\mathbf {u} )}{dt}}c,{\frac {d{\gamma }(\mathbf {u} )}{dt}}\mathbf {u} +\gamma (\mathbf {u} )\mathbf {a} \right).}
където a = du/dt е координатно 3-ускорение. Тъй като големината на U е константа, 4-ускорението е ортогонално на 4-скоростта, т.е. вътрешното произведени на Минковски за 4-ускорение и 4-скорост е нула:
{\displaystyle \mathbf {A} \cdot \mathbf {U} =A^{\mu }U_{\mu }={\frac {dU^{\mu }}{d\tau }}U_{\mu }={\frac {1}{2}}\,{\frac {d}{d\tau }}(U^{\mu }U_{\mu })=0\,}
което е вярно за всички световни линии.

## Динамика

### 4-импулс
За масивна частица с маса в покой (инвариантна) m0, 4-импулсът се дава от:
{\displaystyle \mathbf {P} =m_{0}\mathbf {U} =m_{0}\gamma (\mathbf {u} )(c,\mathbf {u} )=(E/c,\mathbf {p} )}
където общата енергия на движещата се частица е:
{\displaystyle E=\gamma (\mathbf {u} )m_{0}c^{2}}
и общият релативистичен импулс е:
{\displaystyle \mathbf {p} =\gamma (\mathbf {u} )m_{0}\mathbf {u} }
Вземайки вътрешния продукт на 4-импулса:
{\displaystyle \|\mathbf {P} \|^{2}=P^{\mu }P_{\mu }=m_{0}^{2}U^{\mu }U_{\mu }=m_{0}^{2}c^{2}}
и също:
{\displaystyle \|\mathbf {P} \|^{2}={\frac {E^{2}}{c^{2}}}-\mathbf {p} \cdot \mathbf {p} }
което води до зависимост между енергията и импулса:
{\displaystyle E^{2}=c^{2}\mathbf {p} \cdot \mathbf {p} +(m_{0}c^{2})^{2}\,.}
Последната връзка е полезна в релативистичната механика, изключително важна в релативистичната квантова механика и квантова теория на полето и с приложения във физиката на елементарните частици.

### 4-сила
4-силата действаща върху частица се определя аналогично на 3-силата като времева производна на 3-импулса във Втория закон на Нютон:
{\displaystyle \mathbf {F} ={\frac {d\mathbf {P} }{d\tau }}=\gamma (\mathbf {u} )\left({\frac {1}{c}}{\frac {dE}{dt}},{\frac {d\mathbf {p} }{dt}}\right)=\gamma (\mathbf {u} )(P/c,\mathbf {f} )}
където P е мощността, предадена за да се придвижи частицата, а f е 3-силата, действаща върху частицата. За частица с постоянна инвариантна маса m0, това е еквивалентно на
{\displaystyle \mathbf {F} =m_{0}\mathbf {A} =m_{0}\gamma (\mathbf {u} )\left({\frac {d{\gamma }(\mathbf {u} )}{dt}}c,\left({\frac {d{\gamma }(\mathbf {u} )}{dt}}\mathbf {u} +\gamma (\mathbf {u} )\mathbf {a} \right)\right)}

## Термодинамика

### 4-топлинен поток
Векторното поле на 4-топлинния поток е подобно на векторното поле на 3-топлинния поток q, в местната система на флуида:
{\displaystyle \mathbf {Q} =-k{\boldsymbol {\partial }}T=-k\left({\frac {1}{c}}{\frac {\partial T}{\partial t}},\nabla T\right)}
където T е абсолютна температура, а k е топлинната проводимост.

### 4-ентропия
4-ентропията се определя чрез:
{\displaystyle \mathbf {s} =s\mathbf {S} +{\frac {\mathbf {Q} }{T}}}
където s е ентропията на барион, а T е абсолютната температура в местната неподвижна система на флуида.

## Електромагнетизъм
Следните са примери за 4-вектори в електромагнетизма.

### 4-ток
Електромагнитният 4-ток (или по-точно плътността на 4-тока) се определя чрез:
{\displaystyle \mathbf {J} =\left(\rho c,\mathbf {j} \right)}
образувано от плътността на тока j и плътността на заряда ρ.

### 4-потенциал
Електромагнитният 4-потенциал се определя чрез:
{\displaystyle \mathbf {A} =\left({\frac {\phi }{c}},\mathbf {a} \right)}
образувано от векторния потенциал a и скаларния потенциал ϕ.
4-потенциалът не е еднозначно определен, защото зависи от избора на калибровка на векторния потенциал.
В уравнението на вълната за електромагнитно поле:
{\displaystyle (\mathbf {\partial } \cdot \mathbf {\partial } )\mathbf {A} =0}{във вакуум}
{\displaystyle (\mathbf {\partial } \cdot \mathbf {\partial } )\mathbf {A} =\mu _{0}\mathbf {J} }{с източник на 4-ток и използвайки условието на Лоренц за калибровка на векторния потенциал {\displaystyle (\mathbf {\partial } \cdot \mathbf {A} )=0}}

## Вълни

### 4-честота
Фотонна плоска вълна може да бъде описана от 4-честота така:
{\displaystyle \mathbf {N} =\nu \left(1,{\hat {\mathbf {n} }}\right)}
където ν е честотата на вълната, а {\displaystyle {\hat {\mathbf {n} }}} е единичен вектор по посока на разпространение на вълната. Сега:
{\displaystyle \|\mathbf {N} \|=N^{\mu }N_{\mu }=\nu ^{2}\left(1-{\hat {\mathbf {n} }}\cdot {\hat {\mathbf {n} }}\right)=0}
така че 4-честотата на фотон е винаги нулев вектор.

## Квантова теория

### 4-спин
4-спинът на частица се определя в неподвижна система
{\displaystyle \mathbf {S} =(0,\mathbf {s} )}
където s е псевдовекторът на спина. В квантовата механика, не всички три съставящи на вектора са едновременно измерими – само една е. Времеподобната съставяща е нула в неподвижната система на частицата, но не и в коя да е друга система. Тази съставяща може да бъде намерена от съответната Лоренцова трансформация.
Нормата на квадрат е големината на квадрат на спина и според квантовата механика се получава:
{\displaystyle \|\mathbf {S} \|^{2}=-|\mathbf {s} |^{2}=-\hbar ^{2}s(s+1)}
Тази стойност може да бъде наблюдавана и квантувана, като s е число на квантовия спин (не големината на вектора на спина).